# Skelforretning
I en dansk kontekst er en skelforretning en domstolslignende proces, der udføres af en beskikket landinspektør med henblik på at fastlægge et skel (ejendomsgrænse) mellem to ejendomme. Denne afgørelse er bindende for grundejerne og kan ankes til byretten. Det juridiske grundlag for landinspektørens arbejde skal findes i Udstykningslovens § 35.
Som udgangspunkt er grundlaget for landinspektørens afgørelse om skellets beliggenhed baseret på de oprindelige måleoplysninger, som er blevet registreret i matriklen i forbindelse med den oprindelige udstykning eller ved senere matrikulære arbejder. Hvis landinspektøren vurderer, at der er uoverensstemmelser med registreringen i matriklen og forholdet i marken, så er det landinspektørens opgave at vurdere, om én af parterne har vundet hævd (dvs. ejendomsret) til et areal, som oprindeligt ikke tilhørte denne.